# دوغ هيبورن
دوغ هيبورن هو مصارع محترف كندي، ولد في 16 سبتمبر 1926 في فانكوفر في كندا، وتوفي في 22 نوفمبر 2000.

## روابط خارجية
- دوغ هيبورن على موقع CageMatch worker (الإنجليزية)
- دوغ هيبورن على موقع قاعة كولومبيا البريطانية للمشاهير الرياضية (الإنجليزية)
- دوغ هيبورن على موقع قاعة كندا للمشاهير الرياضية (الإنجليزية)